# 48 Pułk Piechoty (austro-węgierski)

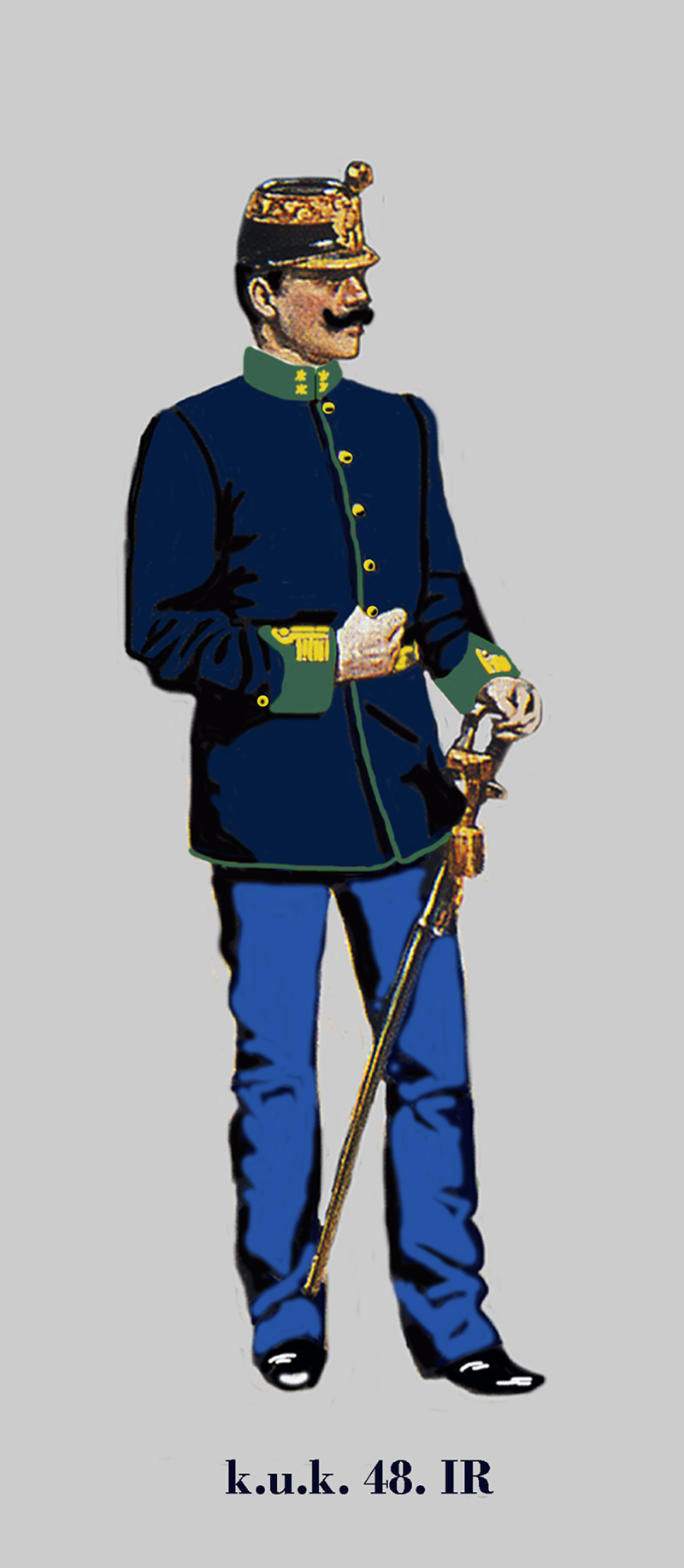
Porucznik IR. 48 w mundurze paradnym

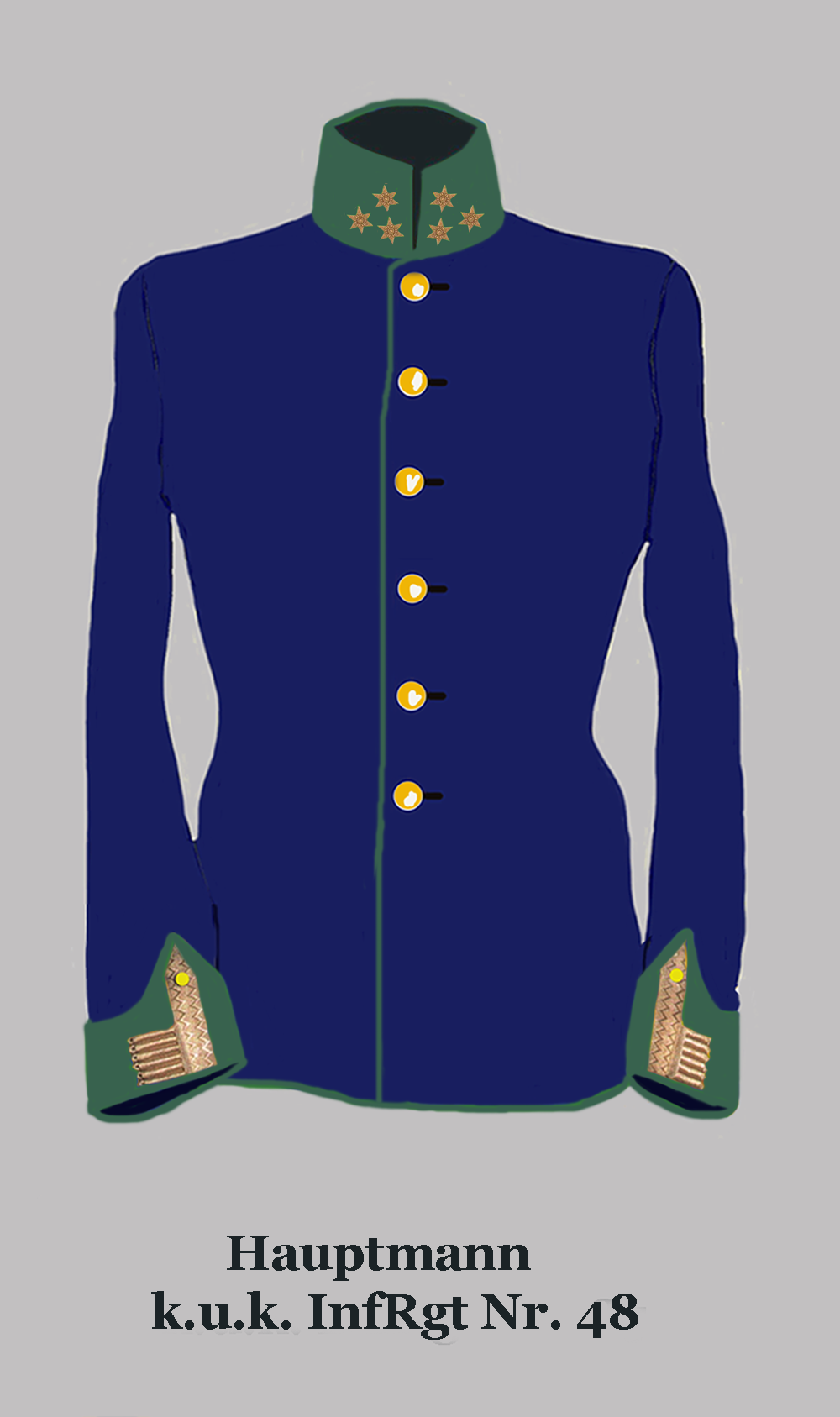
Kurtka munduru kapitana IR. 48

Węgierski Pułk Piechoty Nr 48 (IR. 48) – pułk piechoty cesarskiej i królewskiej Armii. 

## Historia pułku
Okręg uzupełnień – Nagykanizsa (niem. Groß-Kanizsa) na terytorium 5 Korpusu).
Pułk został utworzony w 1798 roku. 
Kolejnymi szefami pułku byli:
- arcyksiążę generał kawalerii Ernest Karol Habsburg (1845 – †4 IV 1899),
- arcyksiążę generał major Ferdynand Karol (1899 – 1911[4]),
- generał piechoty Arthur Heinrich Sprecher von Bernegg (†2 X 1912),
- marszałek polny Franz Rohr von Denta (od 1913)[2].

Pułk obchodził swoje święto 15 sierpnia, w rocznicę bitwy pod Novi stoczonej w 1799 roku.
Kolory pułkowe: stalowozielony (papageiengrün), guziki złote. Skład narodowościowy w 1914 roku 82% – Węgrzy.
W 1873 roku komenda pułku znajdowała się w Trieście.
W 1885 roku komenda pułku mieściła się w Wiedniu.
W 1899 roku komenda pułku razem z 3. i 4. batalionem stacjonowała w Komárom (niem. Komorn), 1. batalion w Nagykanizsa, a 2. batalion w Bilek. Pułk (bez 2. batalionu) wchodził w skład 65 Brygady Piechoty w Komárom należącej do 33 Dywizji Piechoty, natomiast 2. batalion wchodził w skład 6 Brygady Górskiej w Bilek należącej do 48 Dywizja Piechoty.
W 1890 roku cały pułk został podporządkowany komendantowi 66 Brygady Piechoty należącej do tej samej dywizji. Do Komárom zostały przeniesione bataliony 1. i 2., natomiast 3. batalion przeniesiony z Komárom do Nagykanizsa.
W 1894 roku komenda pułku razem z 1. i 3. batalionem została przeniesiona do Bratysławy, a 2. batalion do Trnawy (niem. Tyrnau), natomiast 4. batalion do Nagykanizsa. Jednocześnie cały pułk został włączony w skład 27 Brygady Piechoty w Bratysławie należącej do 14 Dywizji Piechoty.
W 1895 roku 2. batalion został przeniesiony z Trnawy do Bratysławy, a 1. batalion został detaszowany do Foča i podporządkowany komendantowi 8 Brygady Górskiej w tej samej miejscowości, należącej do 1 Dywizji Piechoty.
W 1897 roku pułk (bez 2. batalionu) został przeniesiony do Sopronu (niem. Ödenburg), natomiast 2. batalion do Nagykanizsy. Cały pułk został podporządkowany komendantowi 28 Brygady Piechoty należącej do 14 Dywizji Piechoty.
W 1909 roku 1. batalion został detaszowany do Sarajewie i włączony w skład 10 Brygady Górskiej należącej do 48 Dywizji Piechoty. Dyslokacja oraz podporządkowanie pułku i batalionu detaszowanego nie uległy zmianie do 1914 roku
W czasie I wojny światowej pułk (bez 1. batalionu) walczył z Rosjanami w zimie 1915 roku Galicji. Żołnierze pułku są pochowani m.in. na cmentarzu wojennym nr 314 w Bochni.

## Komendanci pułku
- płk Anton Szabó (1855[3])
- płk Johan Rosenzweig Edler von Powacht (1873)
- płk Carl Guttenberg (1885[1] – 1891 → komendant 24 Brygady Piechoty)
- płk Carl von Zurna (1891 – 1896 → komendant 82 Brygady Piechoty Honwedu[13])
- płk Arthur von Csanády (1896[14] – 1900 → komendant 6 Brygady Górskiej[15])
- płk Emil Grivičiċ (1900[16] – 1904 → komendant 30 Brygady Piechoty[17])
- płk Hugo Martiny (1904[18] – 1908 → komendant 62 Brygady Piechoty[19])
- płk Eugen von Podhoránszky (1908[20] – 1912 → komendant 63 Brygady Piechoty)
- płk Josef Jobst von Rupprecht (1912 – 1914[2])
- płk Josef Pacor von Karstenfels und Hegyalja (1914)